# Роберт Баклі
Роберт Баклі (англ. Robert Buckley, нар. 2 травня 1981, Клермонт, Каліфорнія, США) — американський актор, найбільш відомий своїми ролями Клея Еванса у телесеріалі «Школа виживання» та Мейджор Ліллівайт у телесеріалі «Я — зомбі».

## Біографія
Баклі народився в Клермонті в окрузі Лос-Анджелес, Каліфорнія. Він отримав ступінь з економіки в Каліфорнійському університеті в Сан-Дієго, який закінчив у 2003 році. Будучи студентом коледжу, Баклі з'явився як учасник шоу The Price Is Right. Пропрацювавши протягом року економічним консультантом, він повернувся до Лос-Анджелеса, щоб продовжити кар'єру актора.

## Кар'єра
У 2006 році Баклі дебютував як постійний серіал у прайм-таймі теленовели «Модний дім», зігравши роль Майкла Бауера. Потім Баклі дебютував у фільмі жахів «Коли телефонує вбивця», який вийшов у лютому 2006 року. Згодом він приєднався до акторського складу ще однієї теленовели, виконавши роль Метью Вейкфілда в «Спадкоємиці Америки». У 2007 році Баклі зіграв роль в епізоді серіалу «Та, що говорить з привидами». Також у 2007 році він отримав повторну роль Кірбі Атвуд у комедійно-драматичному серіалі «Помадні джунглі».
Наступного року Баклі підписав контракт на роль інструктора з серфінгу Кайла Гамільтона у фільмі Lifetime «Флірт з сорокарічною» разом із Гізер Локлір. Потім він знявся в ролі Ніка в комедії жахів «Зимові мерці» разом з Кейлі Куоко, Лейтон Містер і Полом Веслі, прем'єра якої відбулася на кінофестивалі в Трайбека в квітні 2008 року. У 2009 році CW оголосив, що Баклі з'явився в двох епізодах гостьової арки в комедійно-драматичному серіалі «':Розпещені» в ролі Девіда Бессера.
У червні 2009 року було оголошено, що Баклі підписав контракт на постійну роль у підлітковому драматичному серіалі The CW «Школа виживання». Він зіграв роль спортивного агента Клея Еванса і залишався до кінця серіалу в квітні 2012 року. У лютому 2010 року Баклі, як повідомлялося, претендував на головну роль у фільмі Капітан Америка: Перший месник, але зрештою роль дісталася Крісу Евансу.
З 2012 по 2013 рік Баклі знявся в короткостроковому драматичному серіалі жахів «Парк авеню, 666», де зображував драматурга Браяна Леонарда, який переїжджає в будівлю з привидами разом зі своєю дружиною. У 2013 році його взяли на участь у двох епізодах гостьової арки третього сезону комедійно-драматичного серіалу The CW «Зої Гарт із південного штату». Наступного року він знявся в веб-серіалі Вероніки Марс «Зіграй ще раз, Дік » із Райаном Хансеном у головній ролі. У 2015 році він почав зніматися в ролі Мейджора Лілівайта в комедійно-драматичному серіалі жахів «Я — зомбі«. У червні 2016 року Баклі був обраний на головну роль у першому епізоді антологічного серіалу Hulu «Вимір 404».
У 2021 році Баклі приєднався до акторського складу драматичного серіалу «Чесапікські берега» каналу Hallmark, зігравши роль Евана Кінкейда.

## Особисте життя
У травні 2018 року Баклі одружився з акторкою Дженні Вейд. Вони мають одного спільного сина.

## Фільмографія
| Рік       |    | Українська назва                                | Оригінальна назва                                 | Роль             |
| --------- | -- | ----------------------------------------------- | ------------------------------------------------- | ---------------- |
| 2006      | ф  | Коли дзвонить вбивця                            | When a Killer Calls                               | Метт             |
| 2006      | ф  | Скам'янілий                                     | Petrified                                         | Агент Таннер     |
| 2006      | кф | Захоплення Q                                    | Capturing Q                                       | Діллон           |
| 2006      | с  | Будинок моди                                    | Fashion House                                     | Майкл Бауер      |
| 2007      | кф | Будинок Стрільця                                | Archer House                                      | Ленс             |
| 2007      | с  | Американська спадкоємиця                        | American Heiress                                  | Меттью Векерфилд |
| 2007      | с  | Та, що говорить з привидами                     | Ghost Whisperer                                   | Брендон Бішоп    |
| 2008      | кф | Зимові мерці                                    | Killer Movie                                      | Нік              |
| 2008—2009 | с  | Помадні джунглі                                 | Lipstick Jungle                                   | Кірбі Атвуд      |
| 2008      | тф | Флірт із сорокарічною                           | Flirting with Forty                               | Кайл Гамільтон   |
| 2009      | с  | Розпещені                                       | Privileged                                        | Девід Бессер     |
| 2009—2012 | с  | Школа виживання                                 | One Tree Hill                                     | Клей Еванс       |
| 2011      | ф  | Легенда про Пекельні ворота: Американська змова | The Legend of Hell's Gate: An American Conspiracy | Бейкс Мітчелл    |
| 2011      | кф | Z                                               | Z                                                 | Ваєт             |
| 2012—2013 | с  | Парк авеню, 666                                 | 666 Park Avenue                                   | Браян Леонард    |
| 2013—2014 | с  | Зої Гарт із південного штату                    | Hart of Dixie                                     | Пітер            |
| 2014      | с  | Грай ще раз, Дік                                | Play It Again, Dick                               | Гастон           |
| 2015—2019 | с  | Я — зомбі                                       | iZombie                                           | Мейджор Лілівайт |
| 2017      | с  | Безсилі                                         | Powerless                                         | Ден              |
| 2017      | с  | Вимір 404                                       | Dimension 404                                     | Адам             |
| 2018      | тф | Різдвяний контракт                              | The Christmas Contract                            | Джек             |
| 2020      | тф | Любов у магазині                                | Love in Store                                     | Девід Крабтрі    |
| 2020      | тф | Різдвяний будинок                               | The Christmas House                               | Майк Мітчелл     |
| 2021—2022 | с  | На Чесапікських берегах                         | Chesapeake Shores                                 | Еван Кінкейд     |
| 2021      | тф | Різдвяний будиночок 2: Прикрашаємо зали         | The Christmas House 2: Deck Those Halls           | Майк Мітчелл     |
| 2024      | тф | Побачення наосліп                               | Blind Date Book Club                              | Грем Стерлінг    |